# 월포항 (남해군)
월포항(月浦港)은 경상남도 남해군 남면 석교리, 월포마을 인근에 있는 어항이다. 2002년 8월 6일 어촌정주어항으로 지정하여 관리하고 있다. 시설관리자는 남해군수이다.

## 어항 연혁
- 바다를 끼고 있는 마을의 모습이 마치 반달과 같다고 하여 생겨진 이름으로 순우리말 이름은 순월개이며, 월포(月浦)로 불리게 되었다.

## 어항 시설
- 방파제 L=84m, B=6.0m, 선착장 L=48m, B=3.5m, 호안 L=242m, B=6.0m

## 주요 어종
- 노래미, 도다리, 해삼, 문어, 낙지 등